# Changchengit
Changchengit ist ein sehr selten vorkommendes Mineral aus der Mineralklasse der „Sulfide und Sulfosalze“. Es kristallisiert im kubischen Kristallsystem mit der idealisierten Zusammensetzung IrBiS, ist also chemisch gesehen ein Iridium-Bismut-Sulfid,
Changchengit konnte bisher nur in Form massiger Aggregate bis etwa 2 mm Größe von stahlgrauer bis -schwarzer Farbe bei schwarzer Strichfarbe gefunden werden.

## Etymologie und Geschichte
Erstmals entdeckt wurde Changchengit in einer unbenannten Seifen-Lagerstätte am Luan He nahe Chengde in China. Beschrieben wurde das Mineral 1997 durch Yu Zuxiang, der das Mineral nach dem chinesischen Wort für „Große Mauer“ aufgrund der Nähe des Fundortes zur Chinesischen Mauer benannte.

## Klassifikation
Bereits in der mittlerweile veralteten, aber noch gebräuchlichen 8. Auflage der Mineralsystematik nach Strunz gehörte der Changchengit zur Mineralklasse der „Sulfide und Sulfosalze“ und dort zur Abteilung der „Sulfide mit dem Stoffmengenverhältnis Metall : Schwefel, Selen, Tellur < 1 : 1“, wo er zusammen mit Aurostibit, Cattierit, Dzharkenit, Erlichmanit, Fukuchilit, Geversit, Hauerit, Insizwait, Kruťait, Laurit, Maslovit, Mayingit, Michenerit, Padmait, Penroseit, Pyrit, Sperrylith, Testibiopalladit, Trogtalit, Vaesit und Villamanínit die „Pyritgruppe“ mit der System-Nr. II/D.17 bildete.
Die seit 2001 gültige und von der International Mineralogical Association (IMA) verwendete 9. Auflage der Strunz’schen Mineralsystematik ordnet den Changchengit ebenfalls in die Klasse der „Sulfide und Sulfosalze“, dort allerdings in die Abteilung der „Metallsulfide mit M : S ≤ 1 : 2“ ein. Diese Abteilung ist zudem weiter unterteilt nach dem genauen Stoffmengenverhältnis und den in der Verbindung vorherrschenden Metallen, so dass das Mineral entsprechend seiner Zusammensetzung in der Unterabteilung „M : S = 1 : 2, mit Fe, Co, Ni, PGE usw.“ zu finden ist, wo es zusammen mit Cobaltit, Gersdorffit, Hollingworthit, Irarsit, Jolliffeit, Kalungait, Maslovit, Mayingit, Michenerit, Milotait, Padmait, Platarsit, Testibiopalladit, Tolovkit, Ullmannit und Willyamit die „Gersdorffitgruppe“ mit der System-Nr. 2.EB.25 bildet.
Auch die vorwiegend im englischen Sprachraum gebräuchliche Systematik der Minerale nach Dana ordnet den Changchengit in die Klasse der „Sulfide und Sulfosalze“ und dort in die Abteilung der „Sulfidminerale“ ein. Hier ist er zusammen mit Cobaltit, Gersdorffit, Ullmannit, Willyamit, Tolovkit, Platarsit, Irarsit, Hollingworthit, Jolliffeit, Padmait, Michenerit, Maslovit, Testibiopalladit, Milotait und Kalungait in der „Cobaltitgruppe (Kubische oder pseudokubische Kristalle)“ 02.12.03 innerhalb der Unterabteilung „02.12 Sulfide – einschließlich Seleniden und Telluriden – mit der Zusammensetzung AmBnXp, mit (m+n):p=1:2“ zu finden.

## Bildung und Fundorte
Changchengit bildet sich als Verdrängungsprodukt von Laurit und Iridisit in hydrothermal gebildeten Chromit-Erzkörpern in Dunit oder findet sich in Platin-Seifen-Lagerstätten, meist vergesellschaftet mit gediegen Iridium und Gold sowie Chromit, Cooperit, Irarsit, Laurit, Mayingit, Shuangfengit und Sperrylith.
Bisher (Stand: 2012) konnte Changchengit nur an seiner Typlokalität, der Seifen-Lagerstätte am Luan He, gefunden werden.

## Kristallstruktur
Changchengit kristallisiert kubisch in der Raumgruppe P213 (Raumgruppen-Nr. 198) mit dem Gitterparameter a = 6,16 Å sowie 4 Formeleinheiten pro Elementarzelle.